# Ciempozuelos
Ciempozuelos és un municipi de la Comunitat Autònoma de Madrid. Limita al nord amb San Martín de la Vega i Valdemoro, a l'est amb Titulcia i Chinchón, al sud amb Aranjuez i Seseña (província de Toledo) i a l'oest amb Valdemoro.

## Població
| 1900  | 1920  | 1930  | 1940  | 1950  | 1960  | 1970  | 1981   | 1986   | 1991   | 2000   | 2005   |
| ----- | ----- | ----- | ----- | ----- | ----- | ----- | ------ | ------ | ------ | ------ | ------ |
| 4.008 | 5.408 | 6.440 | 5.941 | 8.072 | 9.042 | 9.185 | 10.268 | 10.076 | 10.779 | 13.564 | 17.769 |

## Història
L'origen del nom de Ciempozuelos es deu al fet que en el passat hi havia un canal per a assortir la font de la plaça del poble. Com que el corrent que l'alimentava no era abundant, es van fer nombrosos pous. Sembla que el primer assentament permanent en el municipi va ser romà, el qual és conegut amb el nom d'Ixchadia. Com a part de la zona, aquesta va estar unida en l'edat mitjana al concejo de Segòvia, però no es va consolidar cap població, fins que en 1457 es repoblà definitivament la zona. Pocs anys més tard passa a estar sota la influència del comtat de Chinchón. Durant el segle xvi es va construir un canal que va facilitar el desenvolupament agrícola.

## Personatges cèlebres
- Ventura Rodríguez (Ciempozuelos, 1717-Madrid, 1785), arquitecte del segle xviii.